# Église Saint-Cyr-et-Sainte-Julitte de Vaucelles
L'église Saint-Cyr-et-Sainte-Julitte est une église du XIIIe siècle située en France sur la commune de Vaucelles, dans le département du Calvados en région Normandie.
Elle fait l’objet d'une inscription au titre des monuments historiques depuis le 21 mai 1927.

## Historique
L'église date du XIIIe siècle. Aux alentours de 1850 un portail a été ouvert dans le pignon ouest de l'église à l'initiative du curé de la paroisse. La porte latérale nord de la nef a alors été murée. Celle du chœur l'était depuis longtemps. A l'endroit de cette porte de la nef, une plaque commémorative des victimes des deux guerres mondiales de la commune de Vaucelles a été scellée.
L'église Saint-Cyr-et-Sainte-Julitte est inscrite à l'inventaire des monuments historiques par un arrêté du 21 mai 1927.

## Description
De plan longitudinal très simple, l'édifice est orienté au sud-est comme la majorité des églises. Il présente de fortes analogies avec l'église voisine de Barbeville, si ce n'est que, comme une tour lanterne, le clocher de Saint-Cyr-Sainte Julitte s'interpose entre la nef et le chœur. 

### La nef
Elle présente la marque du XIIIe siècle avec ses étroites fenêtres en lancette et sa porte curieusement ouverte côté nord. Cette porte était autrefois abritée par un porche dont on voit la trace au-dessus de l'ouverture en arc-brisé. Deux fines colonnes aux chapiteaux « qui ont, au XIIIe siècle, un galbe très caractéristique et sont d'une élégance qu'on ne retrouve à aucune autre époque » soutiennent l'arc-brisé décoré de simples tores. Le tympan est orné d'un quatre-feuilles et d'un trèfle. L'ouverture bouchée au XIXe siècle porte une plaque commémorative dédiée aux soldats de la Première Guerre mondiale
Le portail principal a été percé dans le pignon ouest de l'édifice vers le milieu du XIXe siècle. Des chapiteaux décorés de formes végétales sont posés sur les trois fines colonnes qui portent un arc-brisé orné de simples tores. Deux têtes humaines sculptées semblent soutenir le tympan orné de trois Quatre-feuilles tandis que deux autres sont posées aux extrémités du rouleau d'archivolte. Une statue de Vierge à l'Enfant à l'enfant est scellée dans la baie aveugle entourée des deux fenêtres plus étroites placées au-dessus du portail.

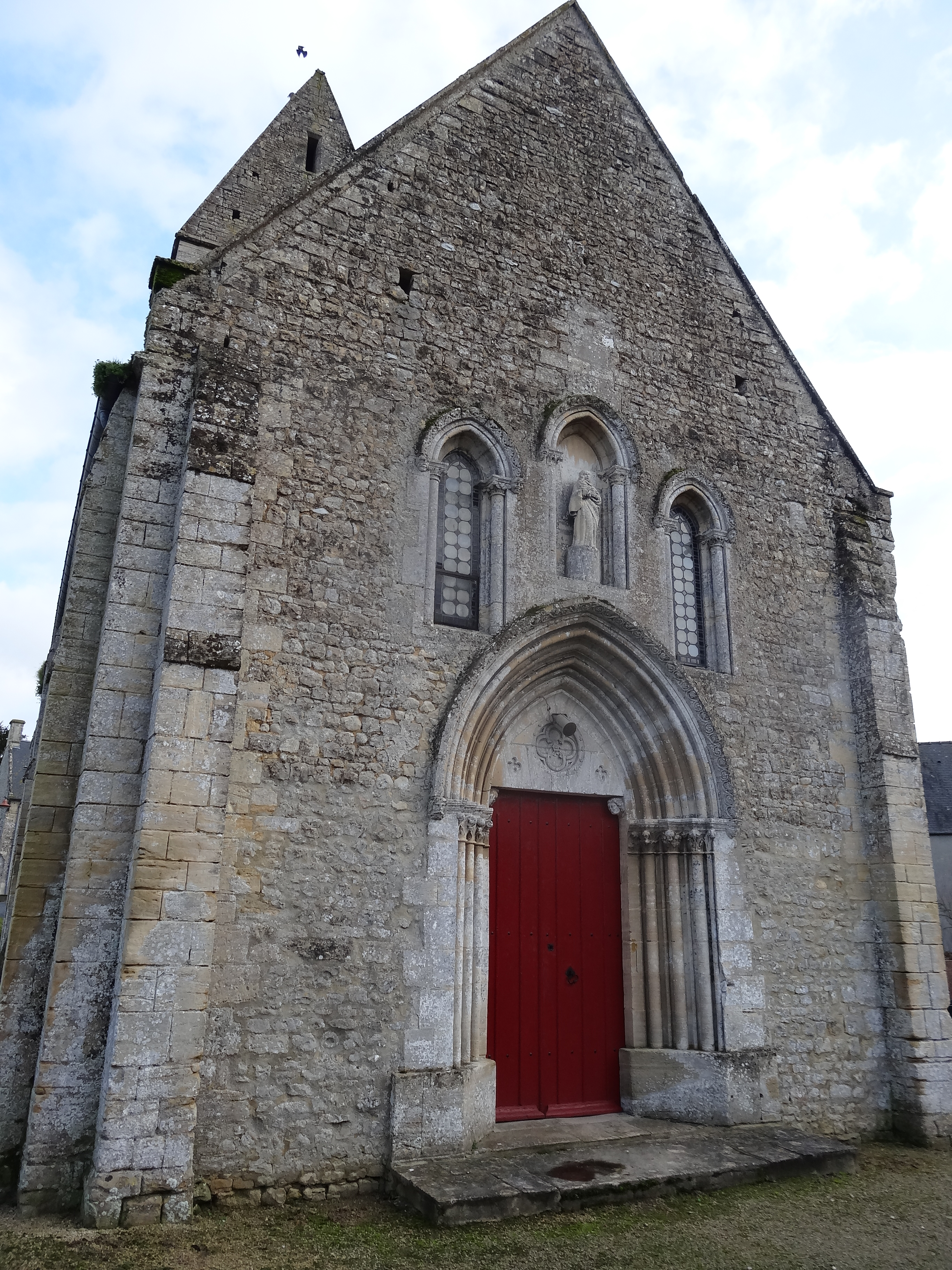
Façade occidentale
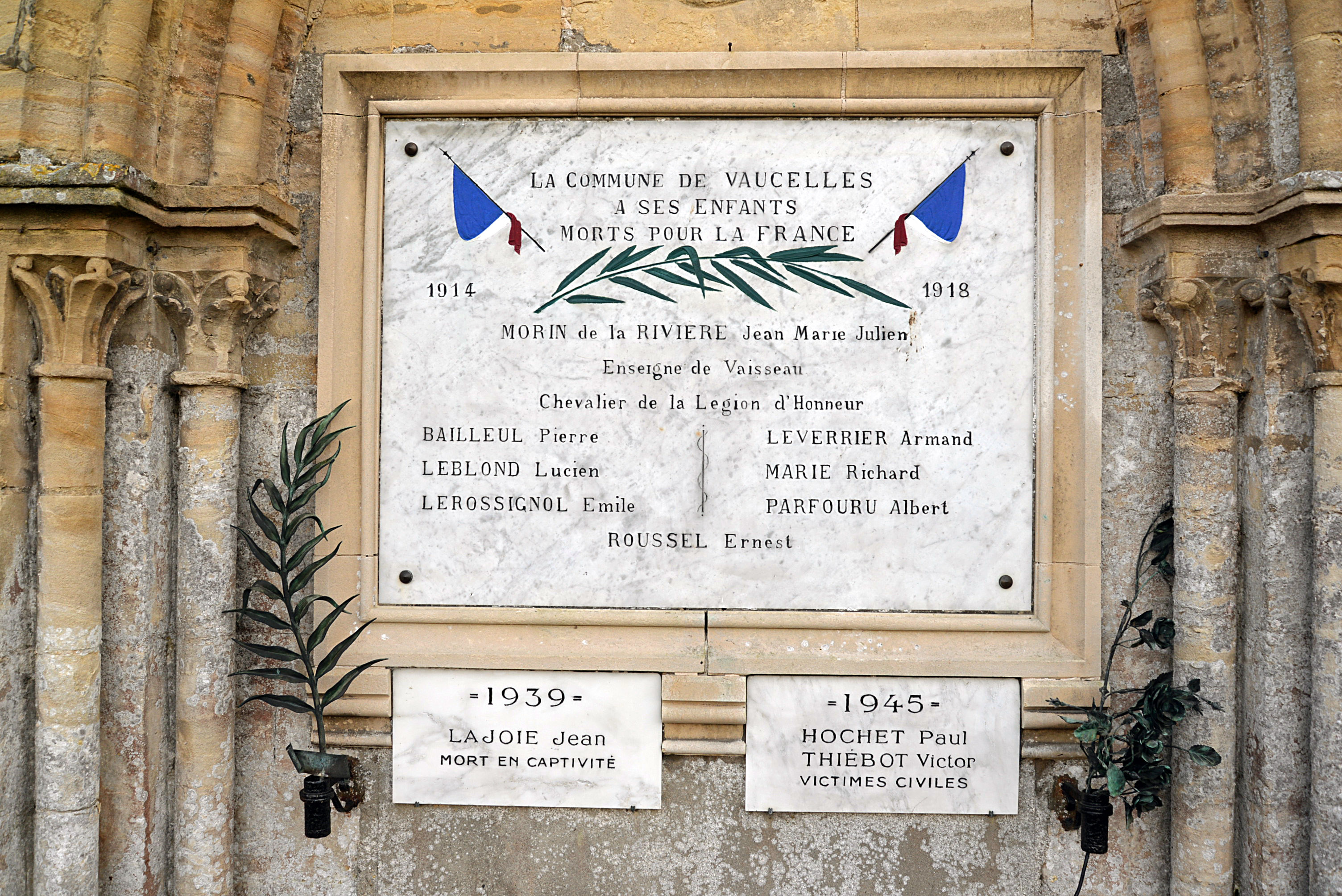
Plaque commémorative sur le mur nord de la nef.
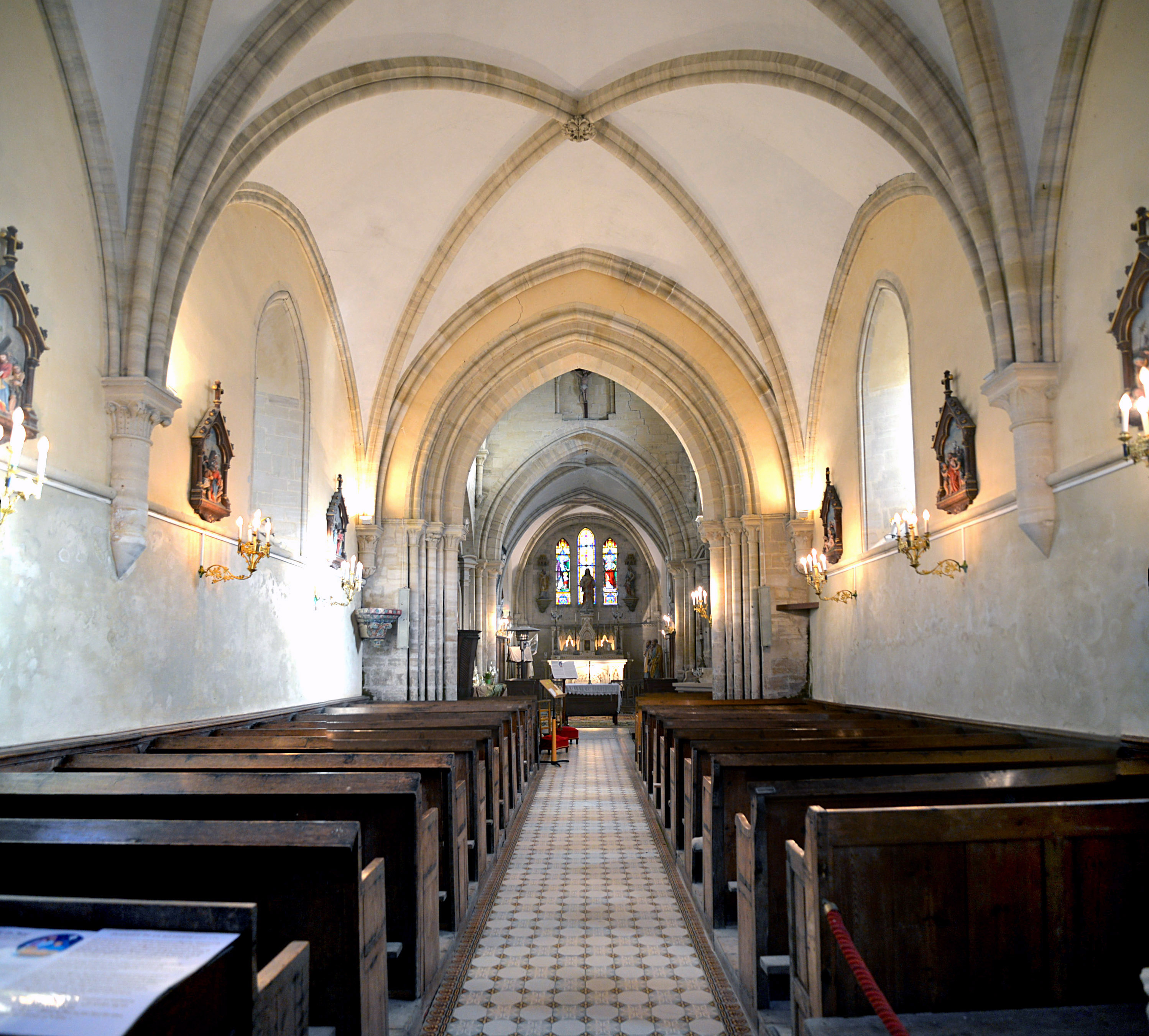
L'intérieur de la nef.
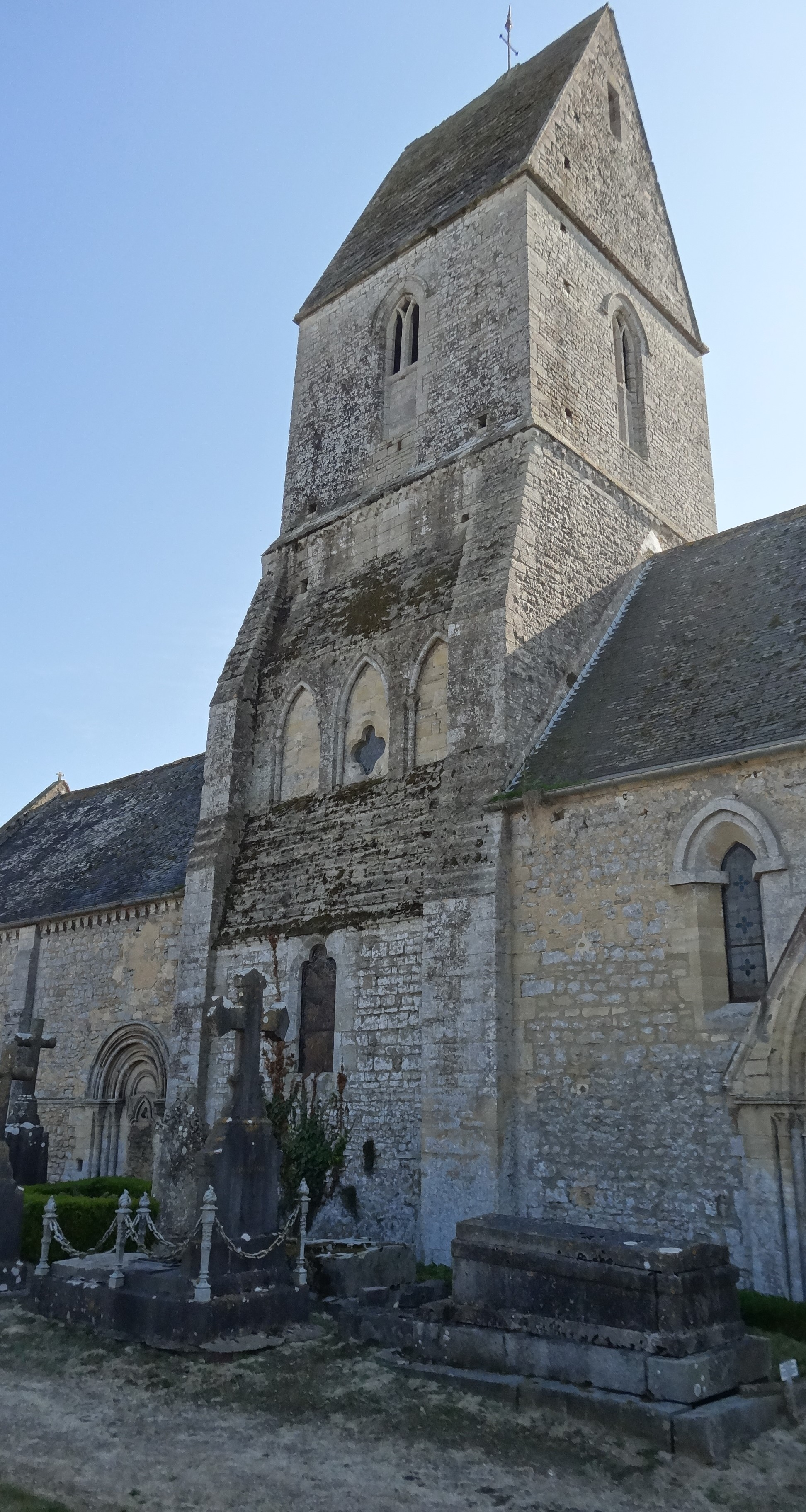
La tour-clocher

### La tour
La tour s'élève sur trois niveaux dont chacun est en retrait par rapport au précédent par l'intermédiaire de glacis. Elle est encadrée par quatre gros contreforts jusqu'à l'étage du clocher. Le deuxième niveau est orné de trois 
arcs-brisés dont celui du milieu est ajouré d'une rose quadrilobée. Sous le toit de pierre en bâtière, une baie en arc-brisé est percée dans chacun des quatre murs de l'étage des cloches. A l'intérieur la voûte de la travée de la tour est plus haute que celle du chœur. Les deux quatre-feuilles y donnent une lumière supplémentaire,.

### Le chevet
Le mur plat du chevet est éclairé par un triplet de lancettes en arc-brisé. Les murs gouttereaux ne sont percés chacun que d'une seule fenêtre. Côté nord la petite porte du XIIIe siècle a été murée bien avant celle de la nef. Cette porte est encadrée par deux fines colonnes aux chapiteaux élancés qui portent un arc plein cintre aux multiples tores. Dans le tympan un arc brisé trilobé orné d'un trèfle est encadré par des demi-palmettes abritées sous un petit arc cintré. 

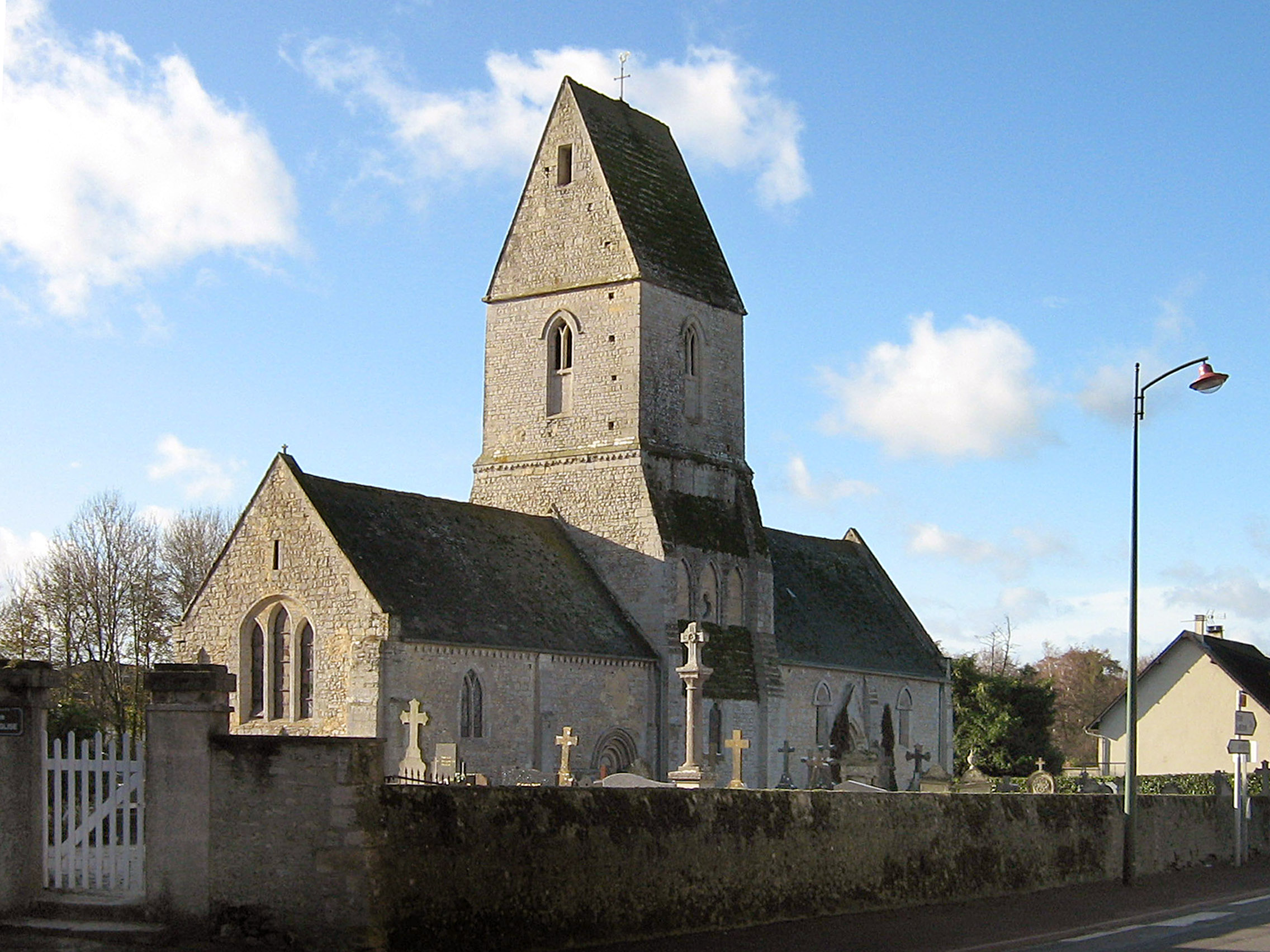
L'église vue depuis la route nationale.
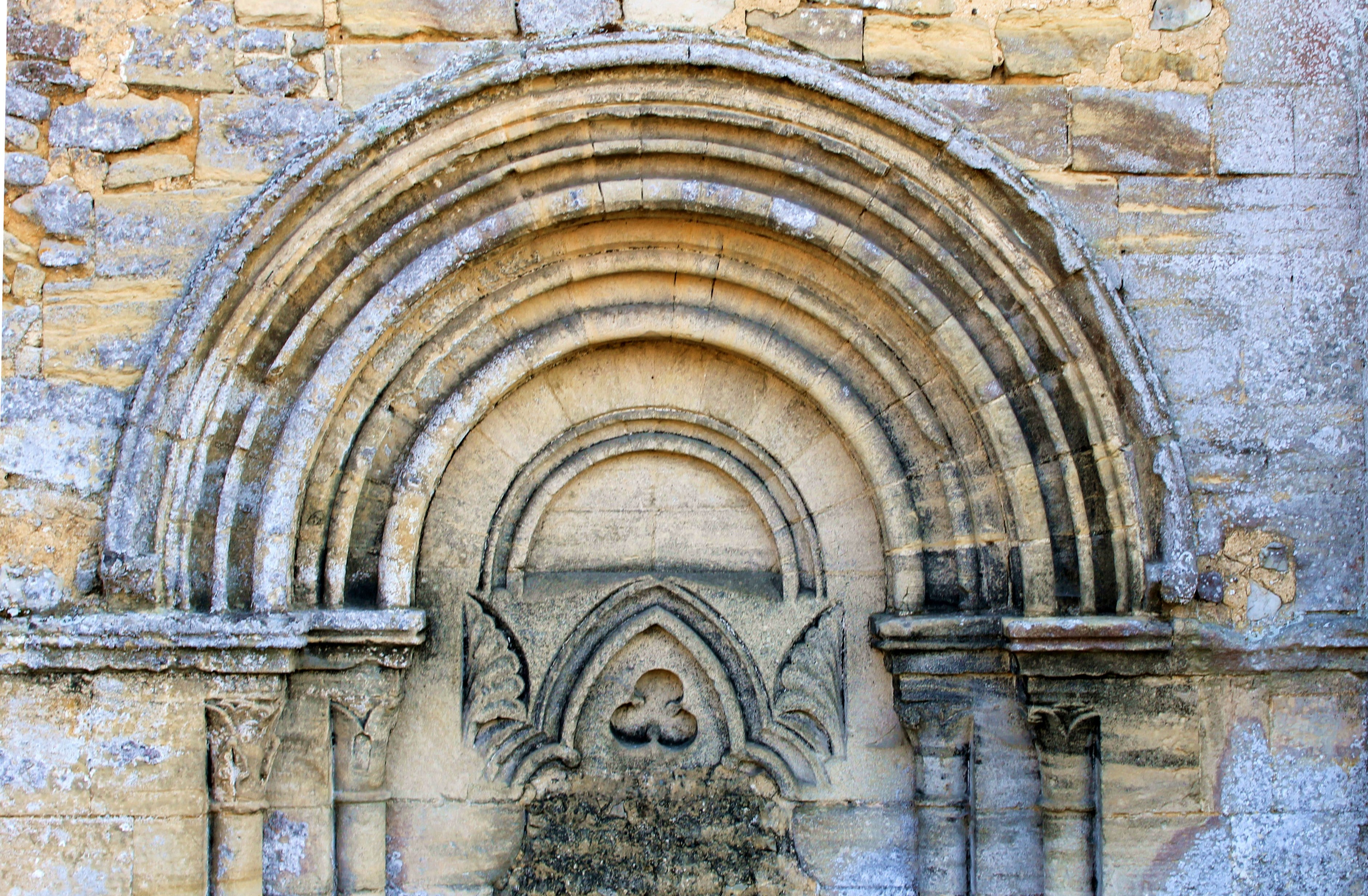
Porte murée sur la façade nord du chevet.
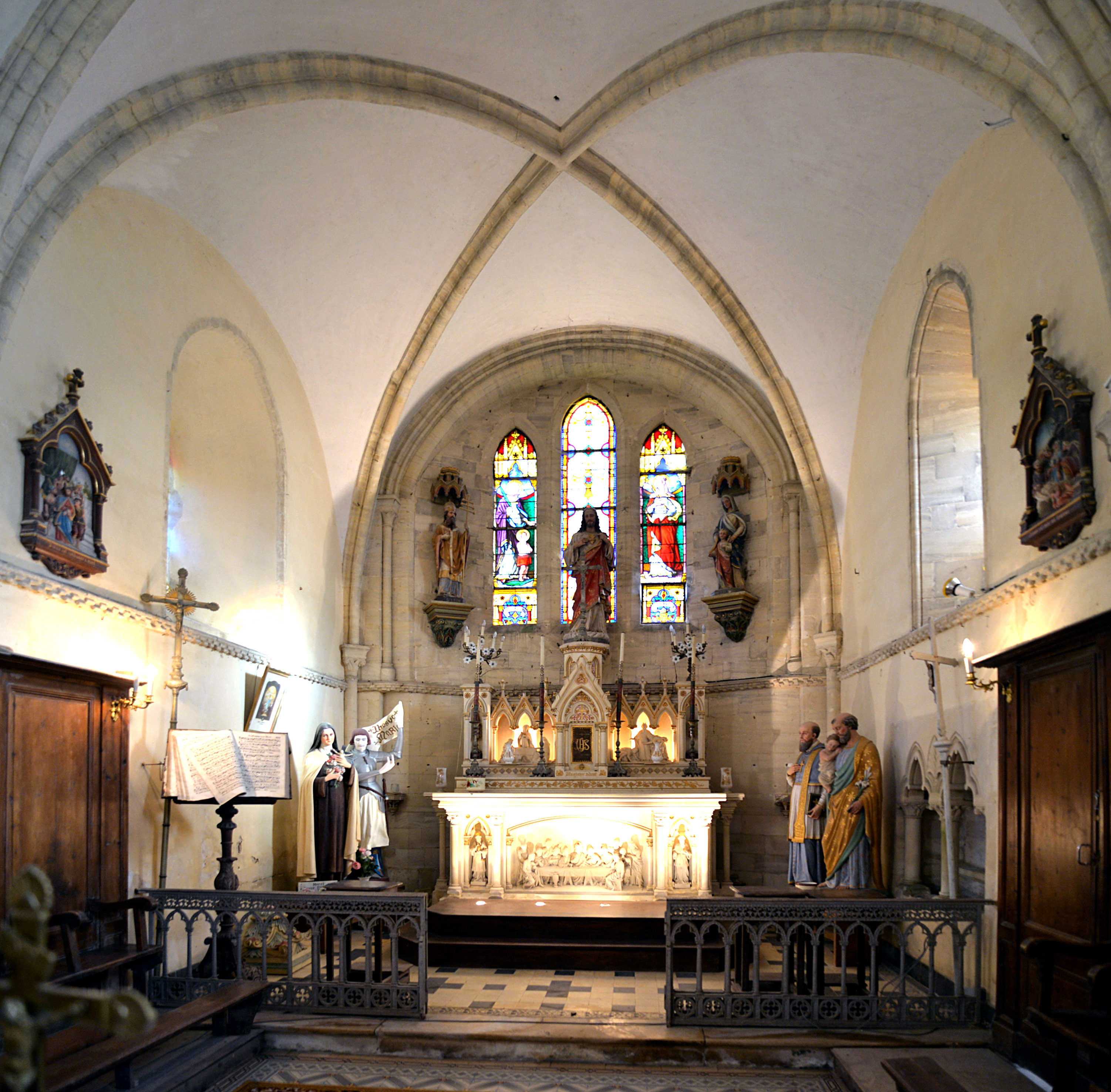
vue de la nef vers le chœur .

#### Le chœur
Le chœur, ainsi que l'intérieur de la tour, a été très restauré au XIXe siècle. Une frise de billettes court tout autour du chœur voûté de pierre. L'autel donne  en haut-relief une présentation de la Cène, dernier repas du Christ avec ses apôtres, . Les fonts baptismaux  du XVIIe siècle sont ornés de chérubins en demi-ronde bosse. Une chaire à prêcher en bois de la forme d'une cloche renversée date de la fin du XVIIIe siècle ou du tout début du XIXe siècle.

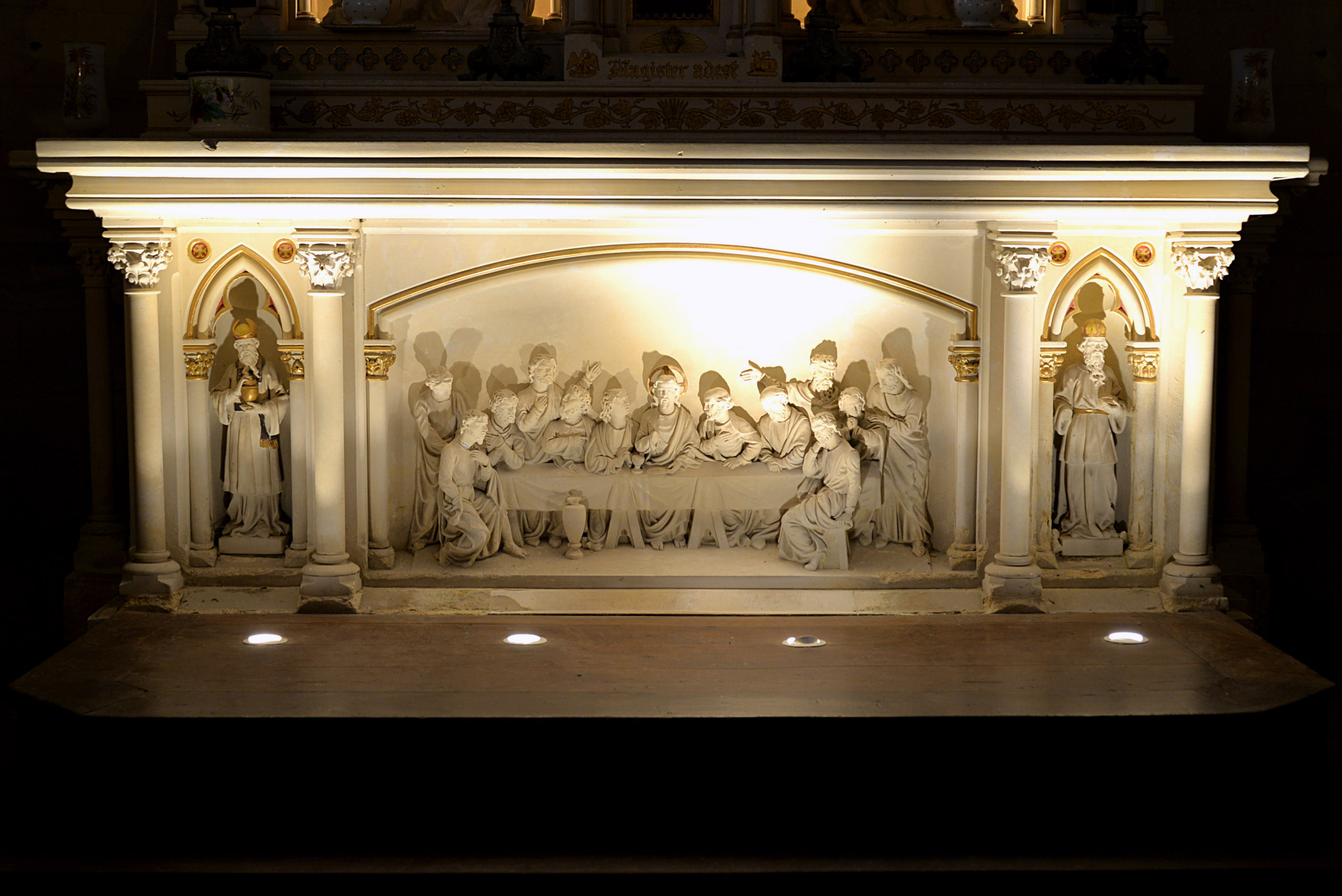
L'antependium du maître-autel.
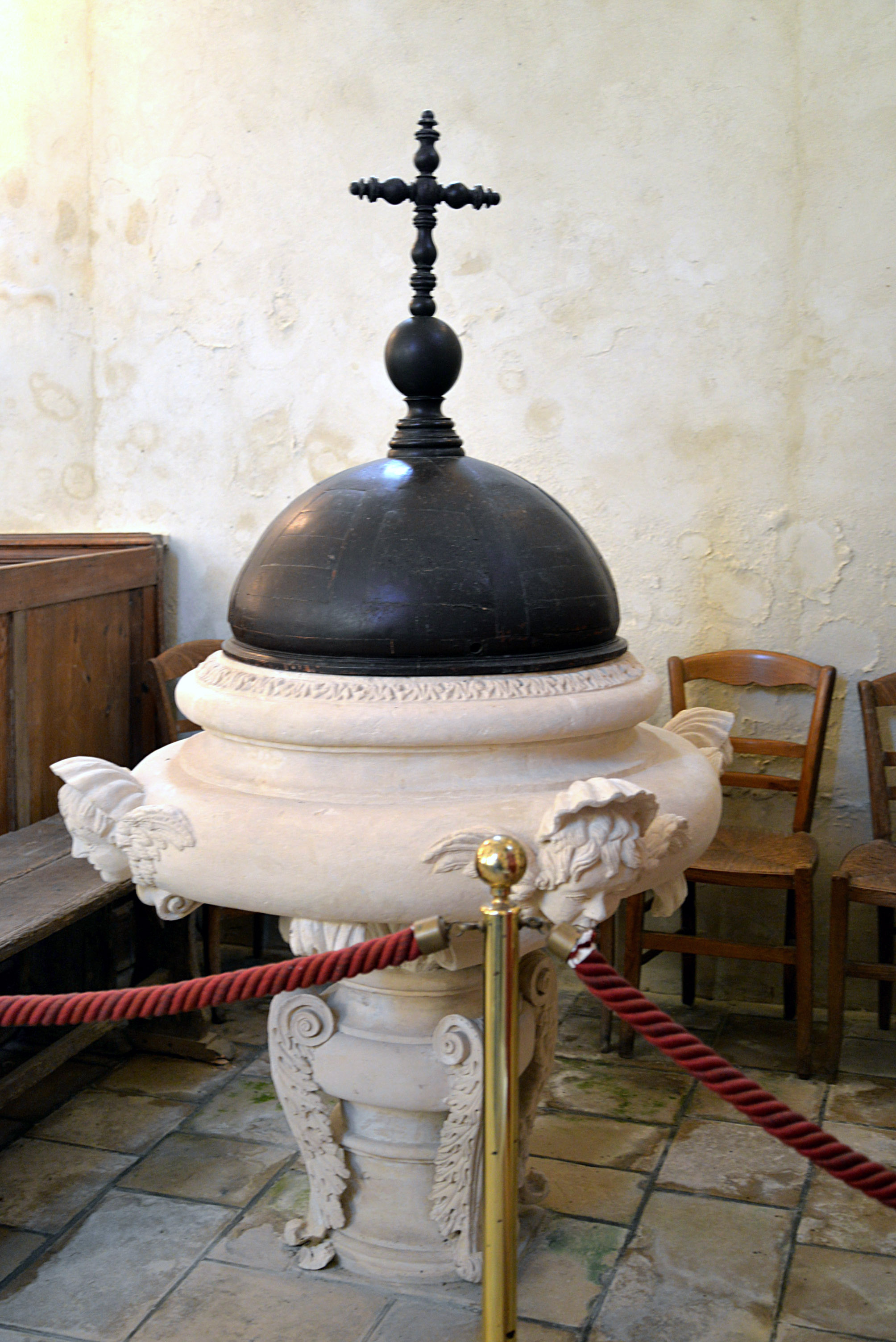
Fonts baptismaux du XVIIe siècle
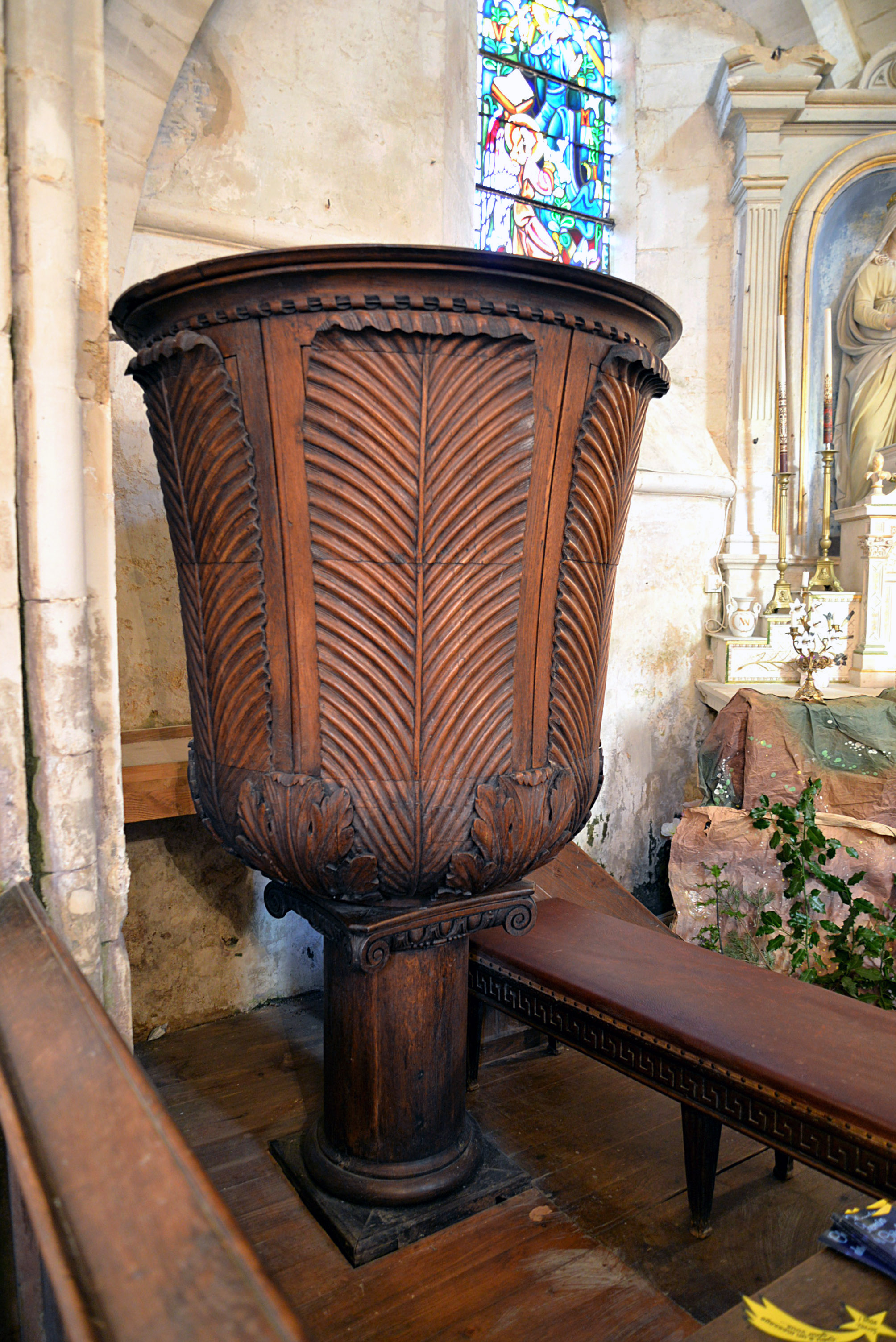
Chaire en forme de tulipe ou de cloche renversée